# Бусова гора
Бусова Гора, Бусовиця, Буслівка — історична місцевість, пагорб на півдні Печерського району Києва.

## Опис

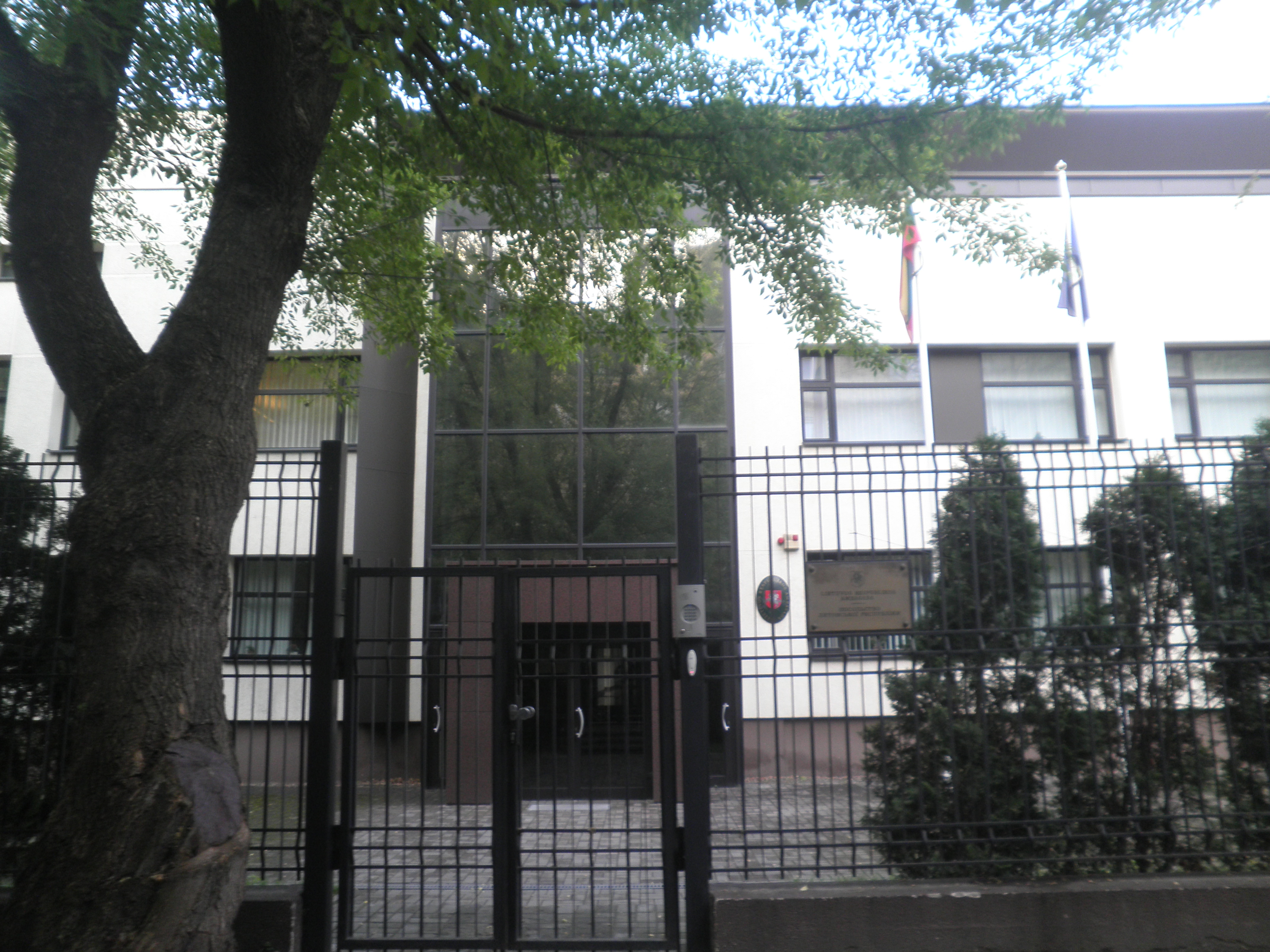
Посольство Литви в Україні

Бусова Гора розташована між вулицями Михайла Бойчука та Тимірязєвською. Місцевість Бусове Поле знаходиться на захід від Бусової Гори. На Бусовій горі знаходиться давнє поселення, що нині є населеною місцевістю Києва — Верхня Теличка.
Пролягає вулиця Буслівська

## Версії походження назви
За однією із версій назва походить від імені вождя одного з антських племен Буса (Божа), чиї укріплення тут були. (Бус згадується у «Слові о полку Ігоревім»). За іншою від давньоукраїнських слів «бус», «бусинець» — мжичка, мряка, — або від птаха бусола.
Згідно з версією письменника В. Яновича, назва Бусове поле походить від давньослов'янського бус, буса, означающего: корабель, човен, вид судна. За думкою Яновича на Бусовому полі розкладались частини човнів під час їх будівництва. Бусове поле Янович ототожнює з назвою Самбатас Костянтина Багрянородного, трактуючи цю назву як давньогерманське Sambotas (sam — збір, botas — човни).